# Guy Like Me
Guy Like Me è un singolo del cantautore statunitense Pat Green, pubblicato il 27 dicembre 2003 come secondo estratto dal secondo album in studio Wave on Wave.